# 瓜尔
瓜尔（學名：Cyamopsis tetragonoloba），是一年生豆科植物并且是瓜尔豆胶（關華豆膠）的原材料。其最适合生长在多雨的环境下。但也容忍干燥的条件。在印度的产量约占世界产量的80%，然而，由于强烈的需求，该植物也被引入到新的地区。